# Heteragrion albifrons
Heteragrion albifrons är en trollsländeart som beskrevs av Friedrich Ris 1918. Heteragrion albifrons ingår i släktet Heteragrion och familjen Megapodagrionidae. Inga underarter finns listade i Catalogue of Life.